# Rælingen
Rælingen és un municipi situat al comtat d'Akershus, Noruega. Té 17.426 habitants (2016) i té una superfície de 72 km². El centre administratiu del municipi és el poble de Fjerdingby.